# América, América (película)
América, América es una película de 1963 dirigida, producida y escrita por Elia Kazan, y basada en el libro escrito por él mismo. 

## Argumento
Cuento épico basado esencialmente en la vida del tío de Kazan, en el que aparecen actores casi desconocidos y donde el argumento se centra casi exclusivamente en el personaje interpretado por Stathis Giallelis, que tenía 22 años en la época del rodaje, y que aparece prácticamente en cada escena de la película de casi tres horas de duración. 
La película empieza en los últimos años del siglo XIX, donde el joven griego Stavros Topouzoglou (Giallelis), que vive en una pobre población de la Anatolia, es testigo de la brutal opresión de los turcos sobre el pueblo armenio. Es enviado por su padre a la capital turca Constantinopla, [renombrada Estambul en 1930], para trabajar en la oficina de un primo de su padre (Harry Davis), aunque su sueño es viajar a la tierra de las oportunidades, América. Su odisea comienza con un largo viaje a la capital, donde pasa por decenas de pueblos empobrecidos por la mala situación del país. Ya en casa del primo de su hermano, se encuentra a un viejo desilusionado por el estado de su empresa, que ha caído en la ruina más absoluta. El anciano está dispuesto a salvar su negocio proponiendo a Stavros que se case con la hija de un mercader próspero (Linda Marsh). Stavros cree que ese matrimonio significaría el final de su sueño americano y lo rechaza con el consecuente disgusto de su tío. 
Después de esto, vemos a Stavros como un mendigo por las calles de la capital, sobreviviendo a base de comer carne disecada y trabajando en labores infrahumanas. Después de casi un año, consigue algo de dinero, pero un encuentro con una mujer tan bella como malvada (Joanna Frank) lo deja sin dinero otra vez. Volviendo a la pobreza más extrema, el personaje encuentra una vivienda en la zona más pobre y superpoblada de la capital. Pero esta se convierte en la zona donde el ejército gubernamental se ensaña con la población por ser el vivero de anarquistas y revolucionarios. Gravemente herido en una de estas reyertas, Stavros completamente inconsciente es apilado junto con el resto de cadáveres y llevado a sus familiares. Los familiares, apenados por su situación, le permiten quedarse en casa y Stavros, completamente decepcionado de todo sueño americano, acepta casarse con la hija del poderoso mercader. A pesar de ello, Stavros confiesa a su prometida sus intenciones de juntar todo el dinero posible para emigrar a los Estados Unidos. Una situación que no agrada a su novia. 
Poco después, Stavros se reencuentra con Hohannes (Gregory Rozakis), un joven armenio al que conoció en su pueblo, con el que el protagonista comienza un viaje a Estambul. Hohannes le informa que puede obtener un trabajo en un barco que le llevaría a América. Stavros cancela sus intenciones de casarse y embarcarse. Entre tanto Stavros mantiene un romance con la joven esposa (Katherine Balfour) de un anciano hombre de negocios (Robert H. Harris), un viejo conocido de su anterior futuro suegro. Durante el viaje a América, el anciano, que descubre el romance de Stavros con su mujer, acusa al joven de haberle pegado, por lo que avisa a la policía para que lo deporten al llegar a Nueva York. Cuando todo parece perdido, Hohannes, que ha contraído la tuberculosis, se suicida y permite que Stavros se haga pasar por él en el control de inmigración. Llega a la ciudad y empieza su sueño americano, trayendo con los años a toda su familia a los Estados Unidos.

## Reparto
- Stathis Giallelis como Stavros Topouzoglou
- Frank Wolff como Vartan Damadian
- Harry Davis como Isaac Topouzoglou
- Elena Karam como Vasso Topouzoglou
- Estelle Hemsley como Abuela Topouzoglou
- Gregory Rozakis como Hohannes Gardashian
- Lou Antonio como Abdul
- Salem Ludwig como Odysseus Topouzoglou
- John Marley como Garabet
- Joanna Frank como Vartuhi
- Paul Mann como Aleko Sinnikoglou
- Linda Marsh como Thomna Sinnikoglou
- Robert H. Harris como Aratoon Kebabian
- Katharine Balfour como Sophia Kebabian

## Premios

### Óscar 1963
| Categoría                                              | Persona       | Resultado |
| ------------------------------------------------------ | ------------- | --------- |
| Óscar a la mejor película                              |               | Candidato |
| Óscar a la mejor dirección                             | Elia Kazan    | Candidato |
| Óscar al mejor guion adaptado                          | Elia Kazan    | Candidato |
| Óscar a la mejor dirección artística en blanco y negro | Gene Callahan | Ganador   |

## Detalles técnicos
América, América fue filmada en 1.66:1 con película de 35 milímetros y estrenada en Nueva York el 15 de diciembre de 1963. Entre el verano de 1964 y la primavera de 1965, fue estrenada en casi todas las ciudades de Europa.